# Józef Braun
Józef Braun (zm. w grudniu 1863 roku) – instruktor szkoły w Broku i instruktor szkoły politechnicznej w Puławach, oficer powstania styczniowego.
W powstaniu był oficerem sztabu w oddziałach Zdanowicza i Krukowieckiego. Został siedmiokrotnie ranny w bitwie pod Imbramowicami. 